# Santiago (Tiwintza)
Santiago, auch Santiago de Tiwintza, ist eine Ortschaft und die einzige Parroquia urbana im Kanton Tiwintza der ecuadorianischen Provinz Morona Santiago. Die Parroquia besitzt eine Fläche von 650 km². Beim Zensus 2010 betrug die Einwohnerzahl der Parroquia 4721. Davon lebten 1162 Einwohner im Hauptort. Das Gebiet wird von der indigenen Volksgruppe der Shuar besiedelt.

## Lage
Der Río Santiago durchquert die Parroquia Santiago in östlicher Richtung und trennt dabei die Cordillera de Kutukú im Norden von der Cordillera del Cóndor im Süden. Im Westen reicht das Verwaltungsgebiet bis zur Vereinigung der Flüsse Río Zamora und Río Namangoza. Im Osten wird die Parroquia vom Río Yaupi begrenzt. Der etwa 280 m hoch gelegene Hauptort befindet sich am linken Flussufer des Río Santiago an der Fernstraße E40 (Cuenca–San José de Morona). Der Ort Santiago befindet sich 83 km südsüdöstlich der Provinzhauptstadt Macas.
Die Parroquia Santiago grenzt im Nordosten an die Parroquia Patuca (Kanton Santiago), im Norden an die Parroquia Yaupi (Kanton Logroño), im Osten an die Parroquia San José de Morona, im Südosten an Peru sowie im Südwesten und im Westen an die Parroquia San Antonio (Kanton Limón Indanza).

## Geschichte
Der Ort geht auf eine im Jahr 1958 eingerichtete Salesianer-Mission zurück. Die Parroquia Santiago wurde am 25. Januar 1966 im Kanton Santiago de Méndez gegründet. Am 23. Oktober 2002 wurde der Kanton Tiwintza gegründet und Santiago wurde eine Parroquia urbana und Sitz der Kantonsverwaltung.